# 萨勒河畔宁堡
萨勒河畔宁堡（德語：Nienburg (Saale)），简称宁堡（德語：Nienburg，發音：[ˈniːnˌbʊʁk] ⓘ），是德国萨克森-安哈尔特州萨尔茨兰县的城市，面积79.10平方千米，2023年12月31日人口为5,892人。